# Тимофеевка (Павлодарская область)
Тимофеевка (каз. Тимофеевка) — упразднённое село в Теренкольском районе Павлодарской области Казахстана. Упразднено в 2017 году. Входило в состав Верненского сельского округа. Код КАТО — 554843200.
В селе родился Герой Советского Союза Василий Степаненко.

## Население
В 1999 году население села составляло 177 человек (90 мужчин и 87 женщин). По данным переписи 2009 года в селе проживало 55 человек (33 мужчины и 22 женщины).